# Komory na Letnich Igrzyskach Olimpijskich Młodzieży 2010
Komory na Letnich Igrzyskach Olimpijskich Młodzieży 2010 w Singapurze reprezentowało 4 sportowców w 3 dyscyplinach.

## Skład kadry

### Judo
- Fahariya Takidine - 5 miejsce

### Lekkoatletyka
Chłopcy:
- El Hadad Houmadi - bieg na 100 m - 22 miejsce w finale

Dziewczęta:
- Ahmed Mohamed Fahame - bieg na 100 m - 31 miejsce w finale

### Pływanie
- Soule Soilihi
  - 100 m st. dowolnym - 54 miejsce w kwalifikacjach